# Piazza della Signoria

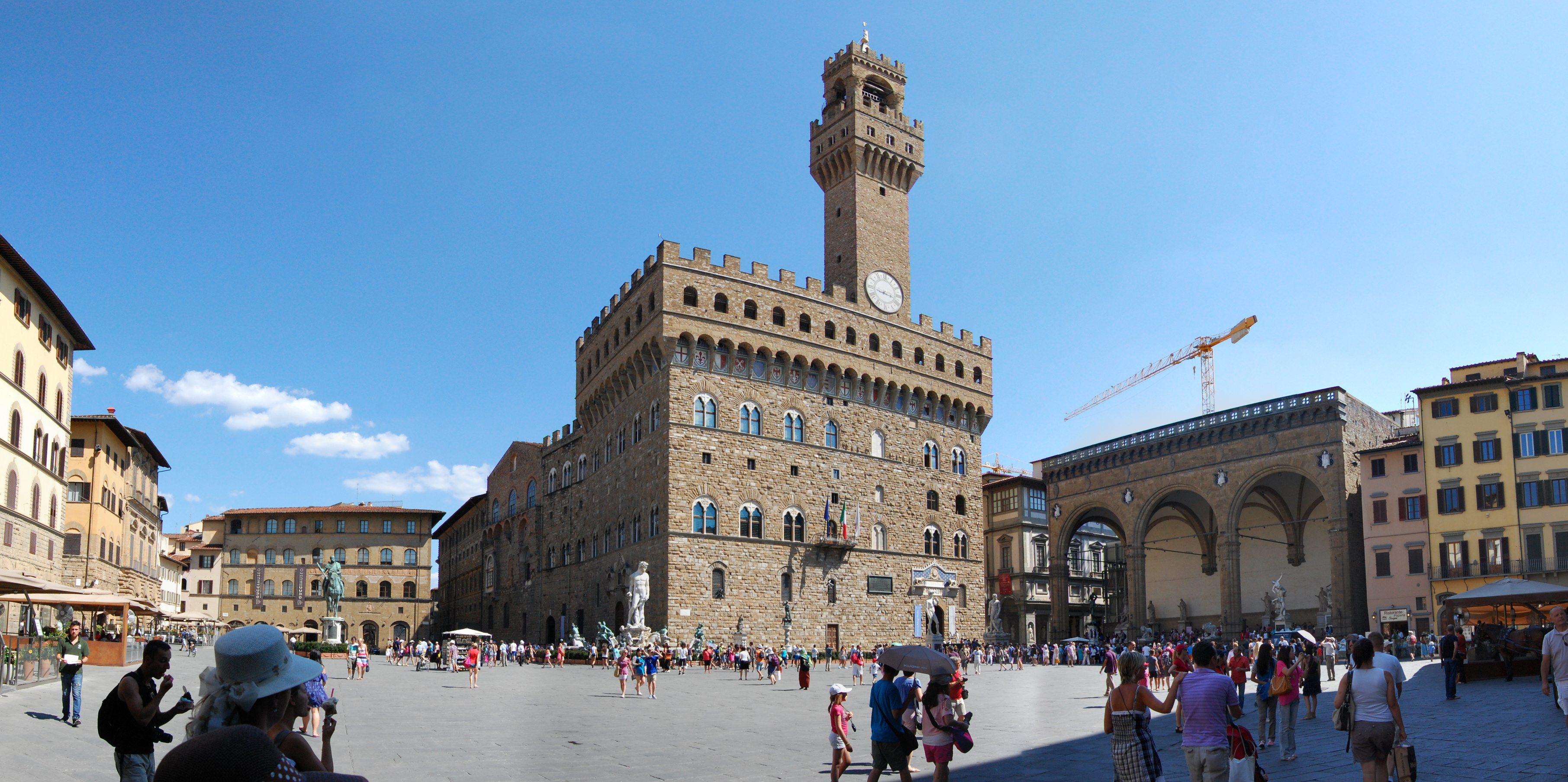
Piazza della Signoria

Die Piazza della Signoria in Florenz ist einer der großen zentralen Plätze der Stadt und zugleich einer der berühmtesten Plätze Italiens. Zur Zeit der Republik Florenz zwischen dem 12. und 16. Jahrhundert war sie mit dem Palazzo Vecchio das politische und soziale Zentrum der Stadt. Namensgebend für den Platz war die Signoria, die republikanische Regierung der Stadt. Auf der Piazza stehen auch berühmte Denkmäler, wie der Neptunbrunnen von Giambologna oder eine Kopie des David von Michelangelo.

## Geschichte
Ausgrabungen ab 1974 haben gezeigt, dass die Gegend rund um die Piazza schon in der Jungsteinzeit bewohnt war. In der römischen Zeit war die Piazza della Signoria ein wichtiger Ort mit einem Theater, dessen Reste unter dem Palazzo Vecchio gefunden wurden. Gleichfalls befand sich auf dem Areal des heutigen Platzes eine römische  Thermenanlage. Ab dem 10. Jahrhundert wurde die Stadt umgestaltet, das vorher bestehende Stadtviertel wurde zugunsten der Piazza teilweise abgerissen.

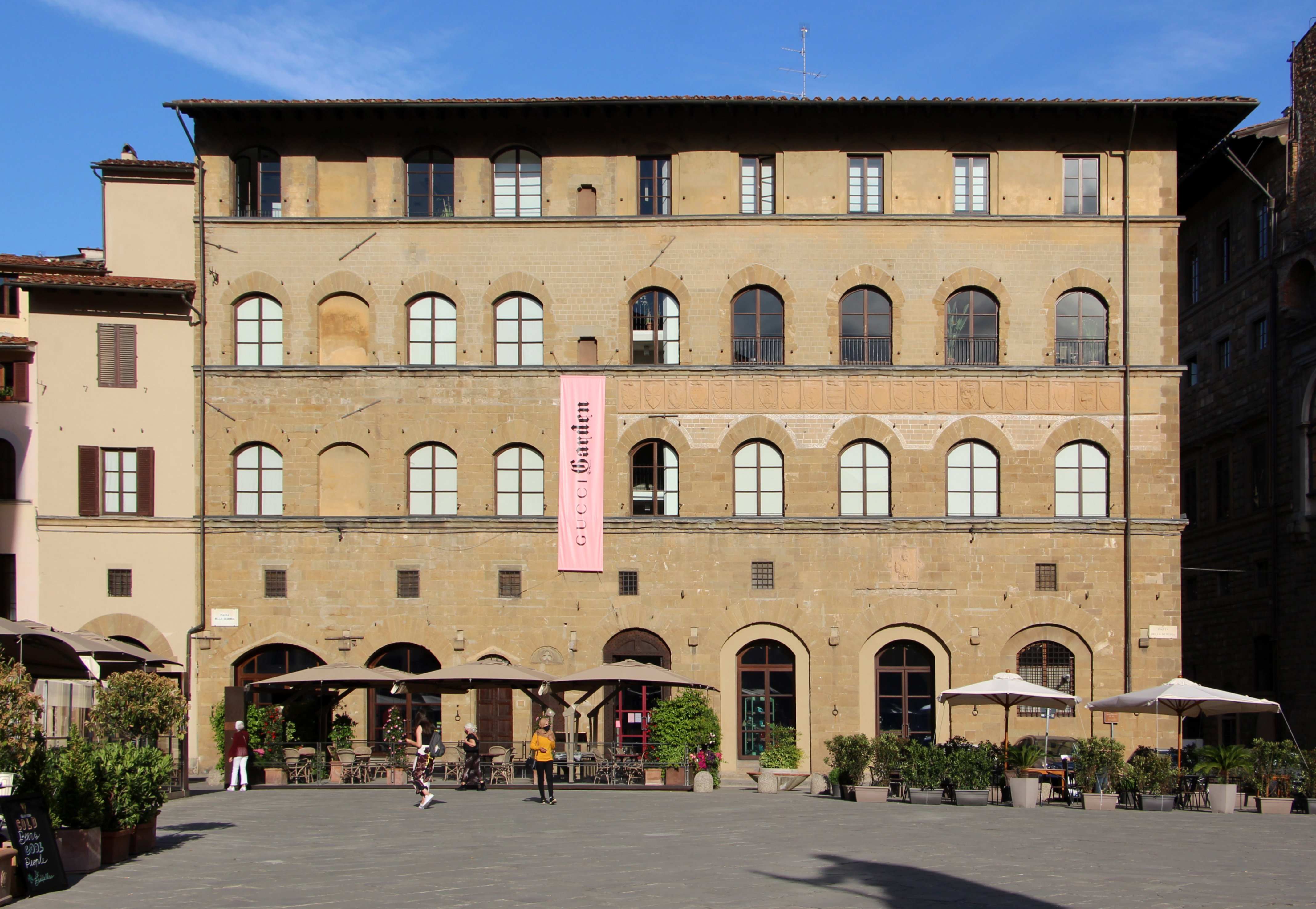
Das Tribunale di Mercanzia

Um das Jahr 1268 bekam der Platz seine heutige L-förmige Gestalt, als die Häuser der Ghibellinen von den siegreichen Guelfen zerstört wurden. Erst später erhielt der Platz eine einheitliche Gestaltung, 1385 wurde er gepflastert. Während die Piazza del Duomo das kirchliche und die heutige Piazza della Repubblica das wirtschaftliche Zentrum waren, bildete sich an der Piazza della Signoria der politische Mittelpunkt der Stadt. Im 14. Jahrhundert wurde die Loggia dei Lanzi für öffentliche Feiern und Empfänge errichtet. Auch das Tribunale della Mercanzia, ein Gericht für zivile und handelsrechtliche Streitigkeiten, wurde in dieser Zeit gebaut. Ab 1314 beherbergte der Palazzo Vecchio das Parlament.
Der Platz war auch der Ort für öffentliche Hinrichtungen, die bekannteste fand am 23. Mai 1498 statt, als Girolamo Savonarola wegen Ketzerei gehängt und verbrannt wurde. Heute erinnert ein im Boden eingelassenes Schild vor dem Neptunbrunnen an dieses Ereignis.
In den folgenden Jahrhunderten wurde am Platz baulich nicht viel verändert. Einige Monumente wurden aufgestellt, und die Loggia dei Lanzi wurde mit vielen Statuen in eine Art Freiluftmuseum umgewandelt.

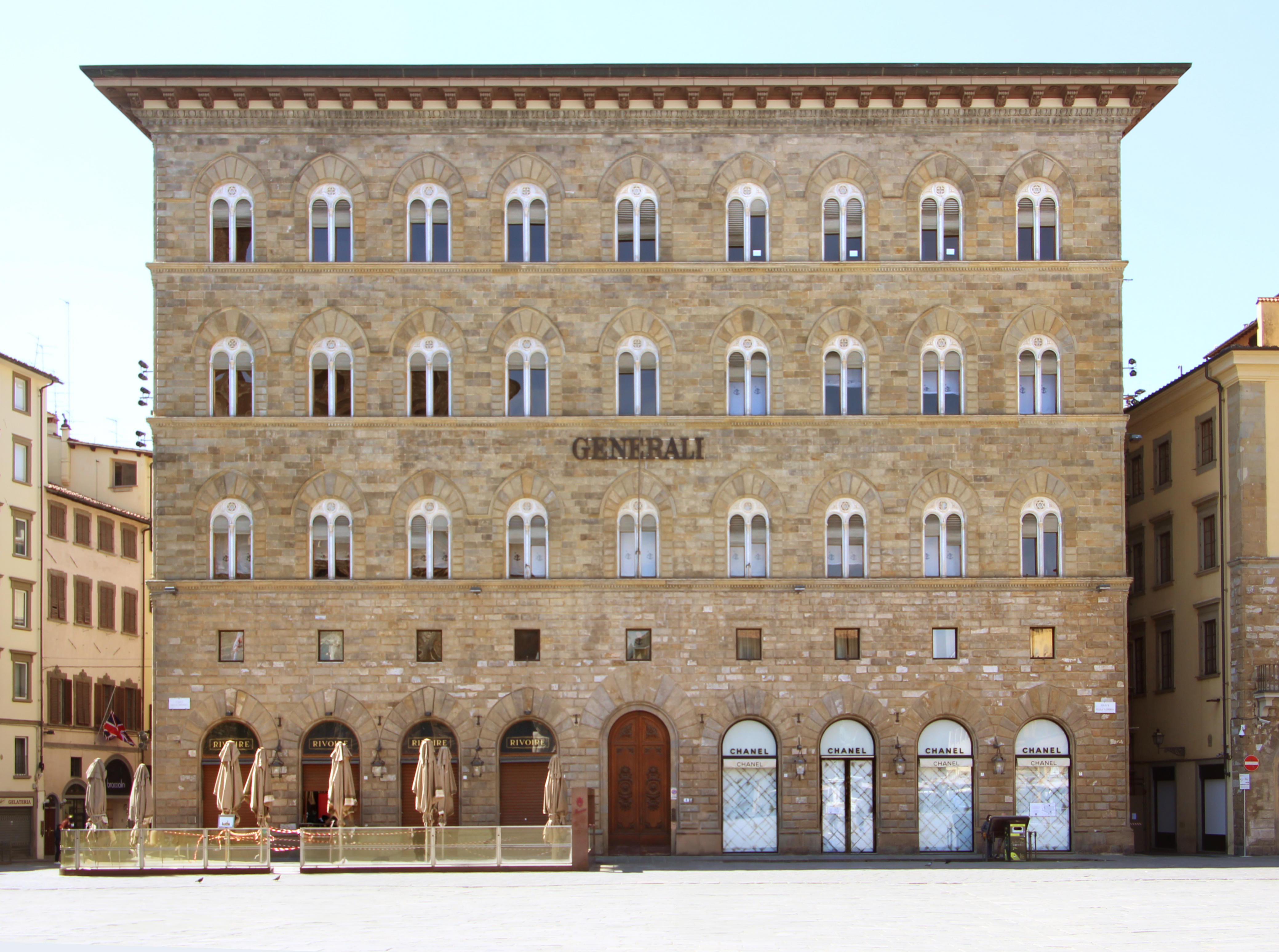
Palazzo delle Assicurazioni im Stil der Neorenaissance

Zwischen 1865 und 1895, als Florenz Hauptstadt von Italien war, fand das sogenannte Risanamento (Aufräumarbeiten) statt. Der Stadtkern musste den neuen Bedingungen angepasst werden, öffentliche und private Räume sollten mehr getrennt werden, es mussten neue Wohnungen errichtet werden, außerdem wollte man der neuen Hauptstadt ein modernes Gesicht geben. Die Veränderungen machten auch vor der Piazza della Signoria nicht Halt. Der Palazzo delle Assicurazioni vor dem Palazzo Vecchio wurde im Stil der Neorenaissance gebaut.
Archäologen haben Reste der Chiesa di Santa Cecilia und der Chiesa di San Romolo gefunden, beide Kirchen wurden während des Risanamento abgerissen.

## Lage
Die Piazza liegt im mittelalterlichen Teil der Stadt, südlich der Kathedrale Santa Maria del Fiore und nahe der Ponte Vecchio am Fluss Arno.
Von der Piazza della Signoria gelangt man über die Via dei Calzaiuoli im Norden auf die Piazza del Duomo mit dem Dom Santa Maria del Fiore und dem Baptisterium San Giovanni, im Südwesten auf den Ponte Vecchio und im Osten zur Kirche Santa Croce.

## Gebäude
Der Piazza della Signoria liegt weder für die Form des Platzes selbst noch für die rahmende Architektur eine einheitliche Konzeption zu Grunde. Sie wird im Südosten vom namensgebenden Palazzo della Signoria beherrscht, der seit der Zeit der Großherzöge der Toskana Palazzo Vecchio heißt. Daneben befindet sich die Loggia dei Lanzi (auch Loggia della Signoria genannt),  dazwischen öffnet sich die angrenzende langgestreckte Piazza degli Uffizi mit den Uffizien.

### Palazzo Vecchio
Die Piazza wird im Südosten vom namensgebenden Palazzo della Signoria beherrscht, der seit der Zeit der Großherzöge der Toskana Palazzo Vecchio heißt. Der Bau wird dem Architekten Arnolfo di Cambio zugeschrieben.
Im Jahr 1540 entschied sich der Großherzog Cosimo I. de’ Medici, seinen Wohnsitz in den Palazzo zu verlegen. Die Umbauarbeiten betrafen aber vor allem das Innere und den Anbau, die Fassade Richtung Piazza della Signoria war nicht betroffen.

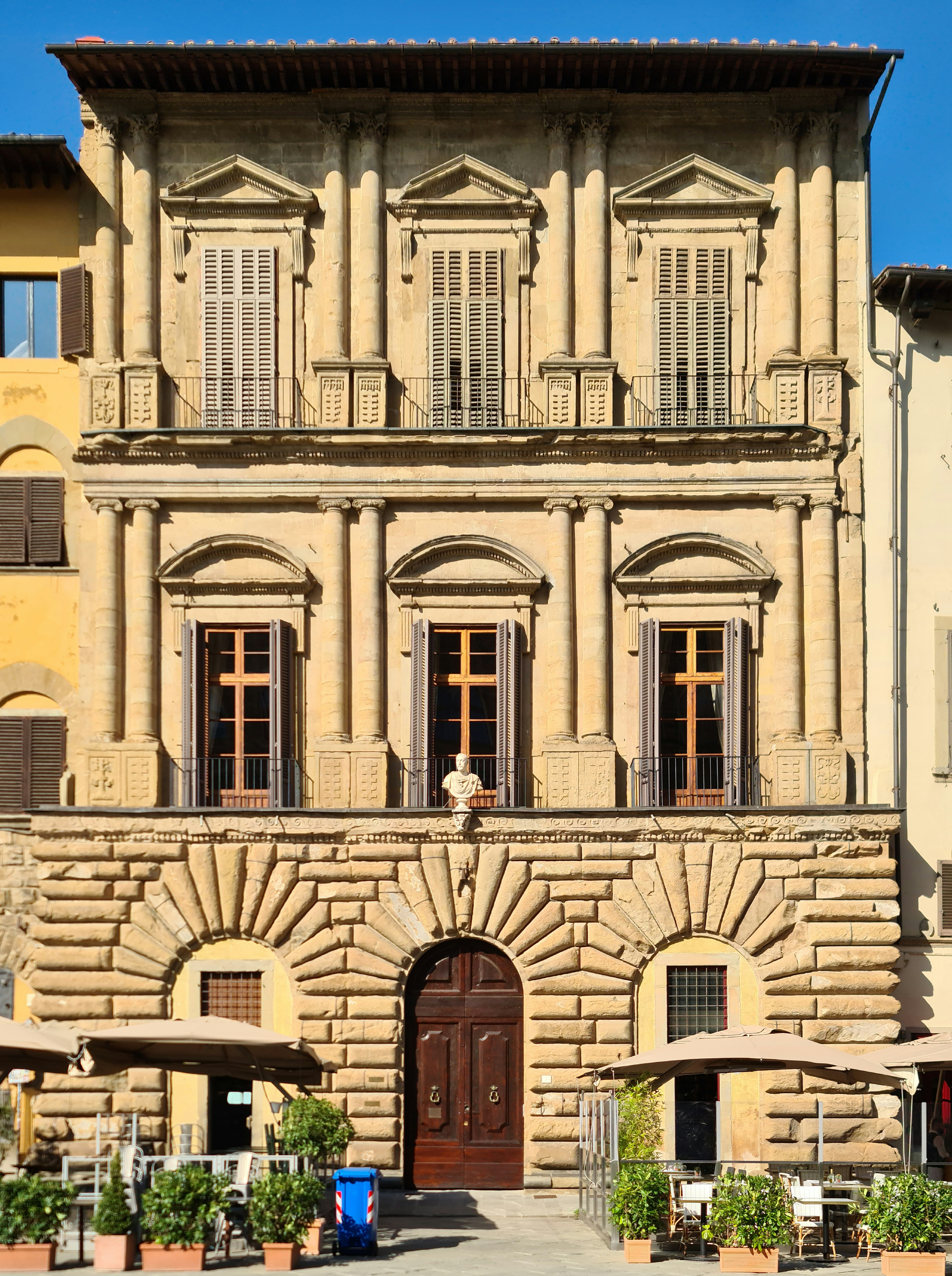
Palazzo Uguccioni

### Loggia dei Lanzi / Loggia della Signoria
Die Loggia dei Lanzi wurde zwischen 1376 und 1381 für offizielle Zeremonien und Empfänge gebaut. Im Laufe des 15. Jahrhunderts verlor die Loggia diese Funktion und entwickelte sich zu einem Freiluftmuseum.

### Tribunale della Mercanzia
Das Gebäude wurde 1359 an der Stelle des alten römischen Theaters errichtet. Oben an der Fassade befinden sich die Wappen der 21 Künste.

### Palazzo Uguccioni
Der Palazzo Uguccioni wurde ab 1550 von Giovanni Uguccioni errichtet. Über dem Eingang befindet sich die Büste des Großherzogs Francesco I.

### Palazzo delle Assicurazioni Generali
Der Palazzo delle Assicurazioni wurde 1871 errichtet, hierfür mussten die Kirche Santa Cecilia und der Sitz der Zunft Arte del Cambio abgerissen werden. Heute beherbergt das Gebäude das Cafè Rivoire.

## Statuen

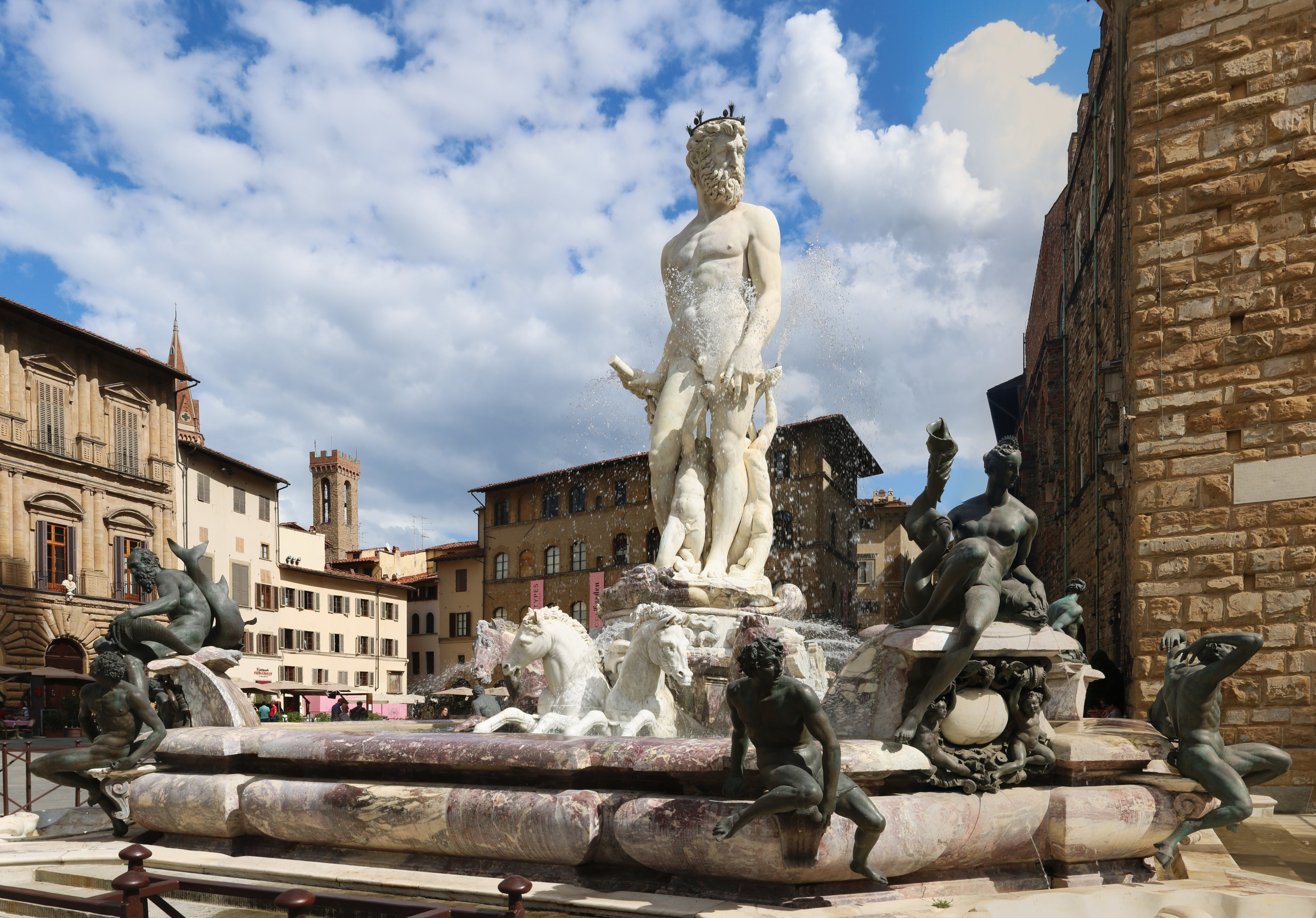
Neptunbrunnen Florenz

Auf der Piazza selbst befinden sich eine Kopie der Bronzegruppe Judith und Holofernes von Donatello (das Original befindet sich im Palazzo Vecchio), eine Kopie von Michelangelos David (das Original befindet sich seit 1882 in der Accademia di Belle Arti), die Marmorgruppe Herkules tötet Cacus von Baccio Bandinelli, das Reiterstandbild Cosimos I. von Giambologna und weitere Kunstwerke der Renaissance.
An der Ecke des Palazzo Vecchio befindet sich der Neptunbrunnen (italienisch Fontana del Nettuno). Er wurde 1563–1565 vom Architekten Bartolomeo Ammanati und vom Bildhauer Giovanni da Bologna für den Herzog Cosimo I. de’ Medici erbaut. Der Monumentalbrunnen gilt als Meisterwerk des Manierismus.

## Veranstaltungen
Jährlich am 24. Juni, dem Namenstag von San Giovanni, dem Patron der Stadt Florenz, fand in der Zeit der Republik das Gabenfest statt. Die von Florenz eroberten Volksgruppen zogen am Großherzog vorbei und boten Geschenke an. Abends fanden Feuerspektakel statt, die auch heute noch der spektakulärste Teil des Fests für den Schutzpatron sind.
Im Mittelalter fand auf dem Platz die Giostra del Saracino statt, eine Militärparade mit Ritterkämpfen. Das Spiel entstand in der Zeit der Kreuzzüge und war im 15. und 16. Jahrhundert sehr beliebt, Ende des 17. Jahrhunderts geriet es in Florenz in Vergessenheit.
Alle wichtigen Feiern der Medici, wie zum Beispiel Hochzeiten, fanden auf der Piazza della Signoria statt.
Jedes Jahr am 23. Mai findet der Tag der Fiorita statt, um des gehenkten Bußpredigers Savonarola zu gedenken. Nach der Messe in der Cappella dei Priori im Palazzo Vecchio kommen die Dominikanerbrüder, die Politiker und die Einwohner von Florenz zur Gedenktafel am Neptunsbrunnen, um dort Blumen niederzulegen.

## Bilderauswahl

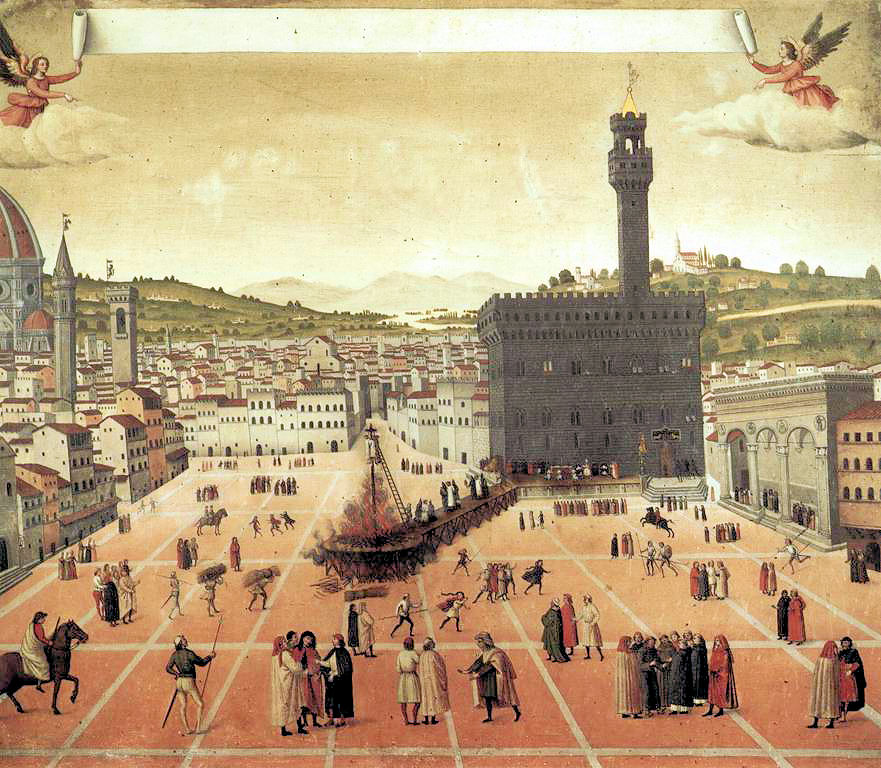
Anonymes Gemälde der Piazza della Signoria, 1498
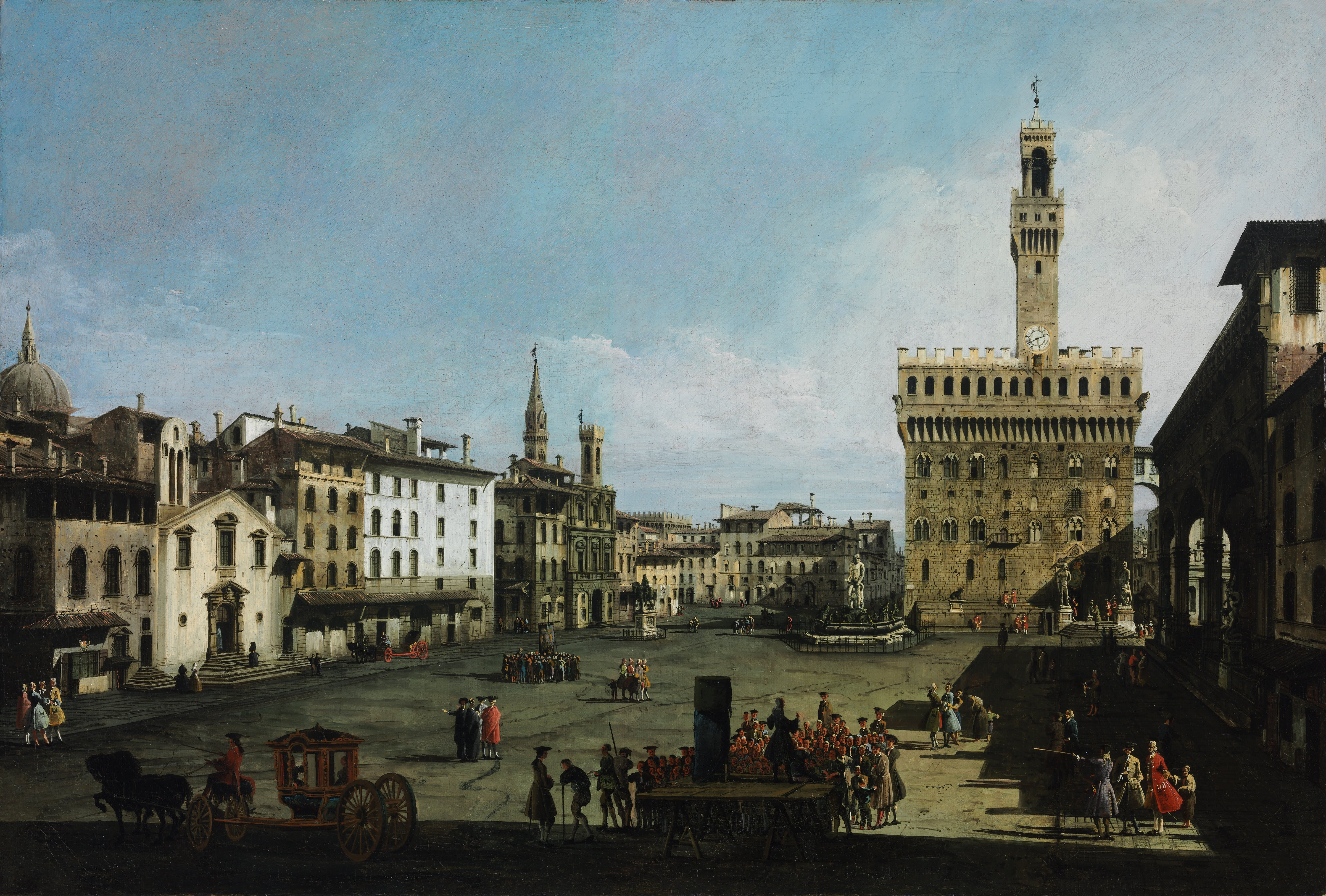
Piazza della Signoria Florenz, Bernardo Bellotto, 1742, Öl auf Leinwand, 61 × 90 cm, Budapester Museum für Schöne Künste, links die heute nicht mehr existierende Kirche San Remolo
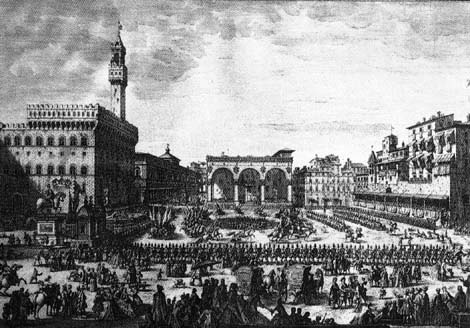
Piazza della Signoria, Giovanni Stradano, La festa degli Omaggi in Piazza della Signoria, Palazzo Vecchio, Sala di Gualdrada
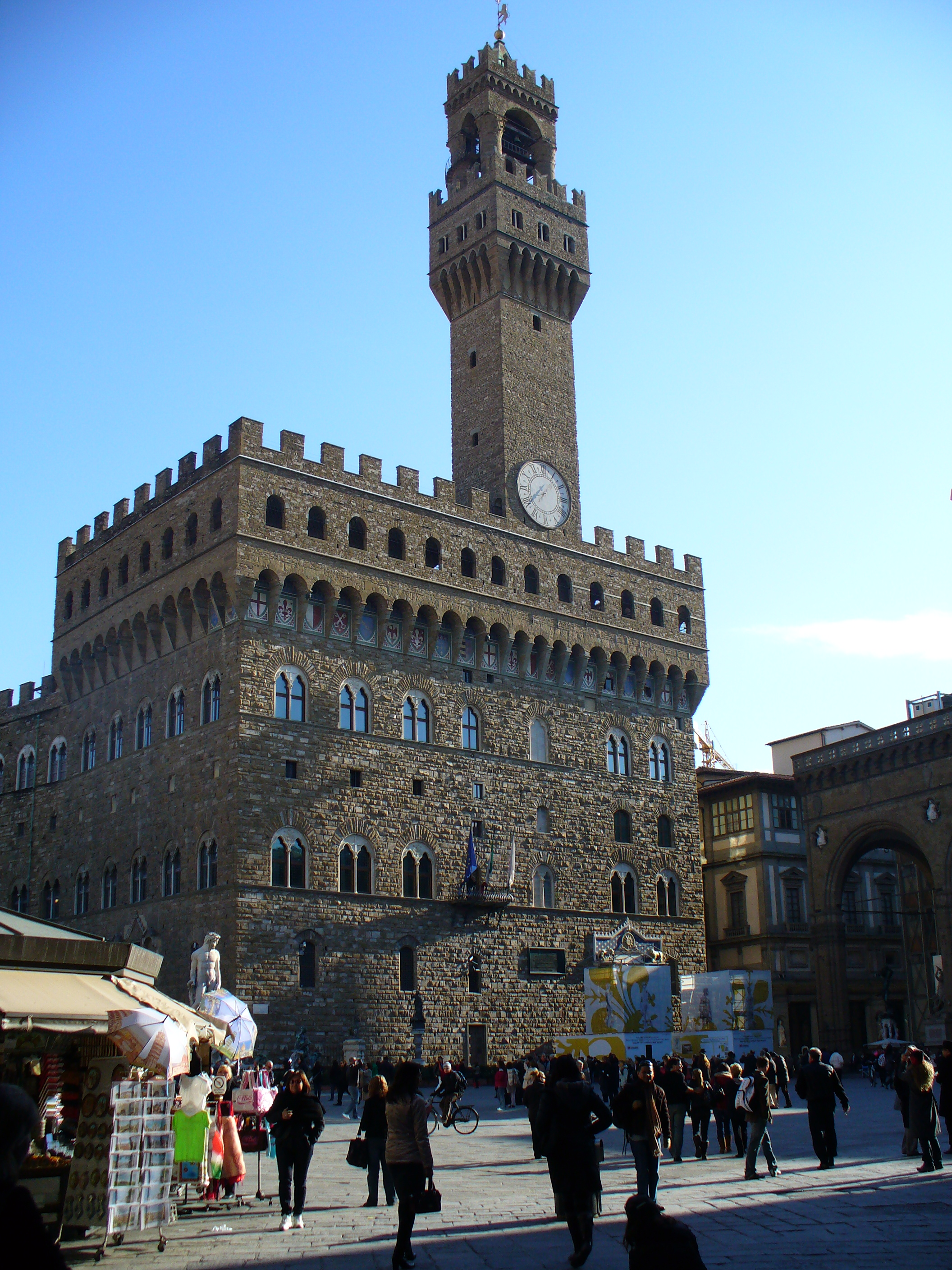
Blick auf den Palazzo Vecchio
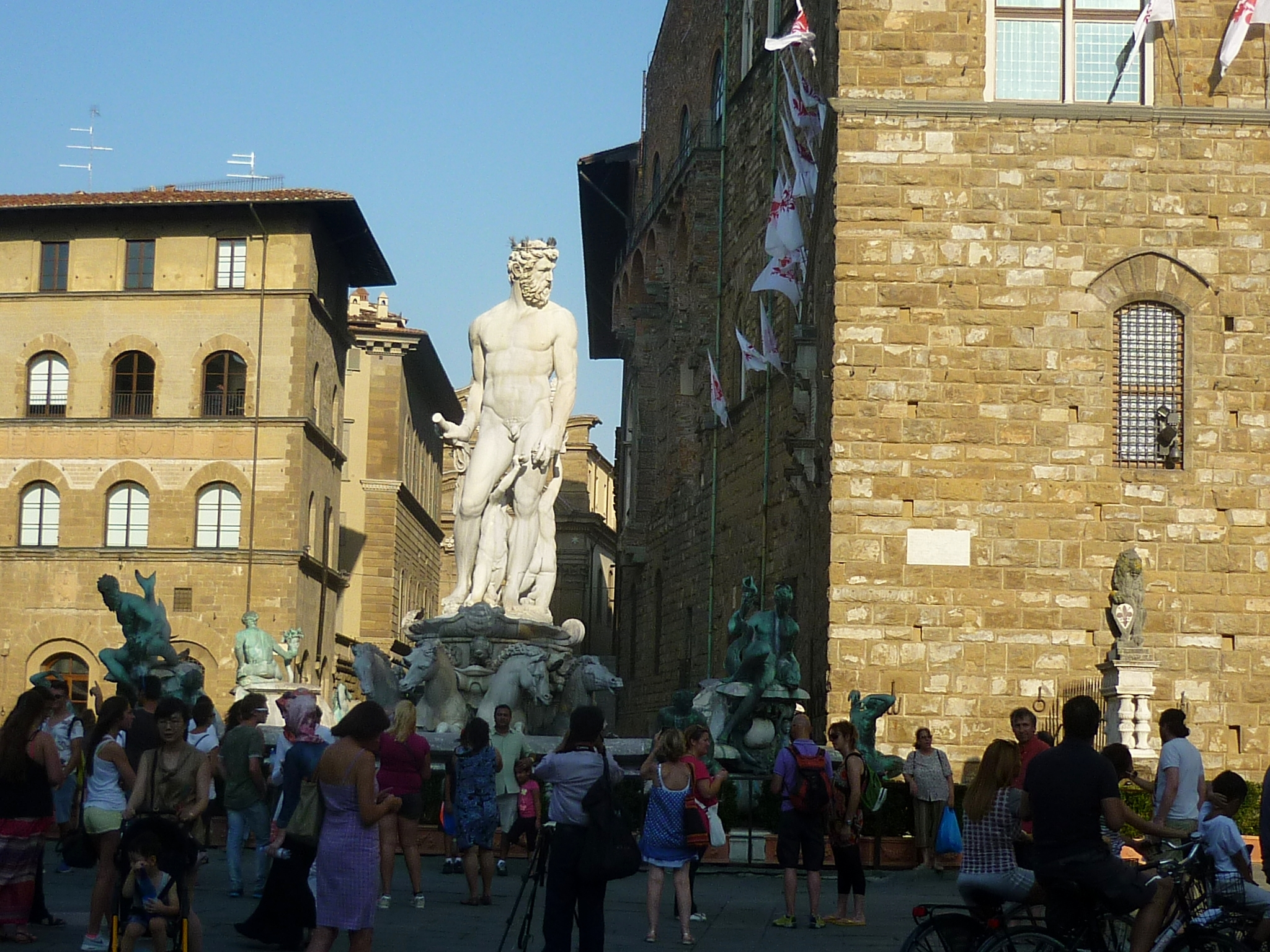
Skulpturen aus der Renaissance